# St. Katharina (Buschhoven)

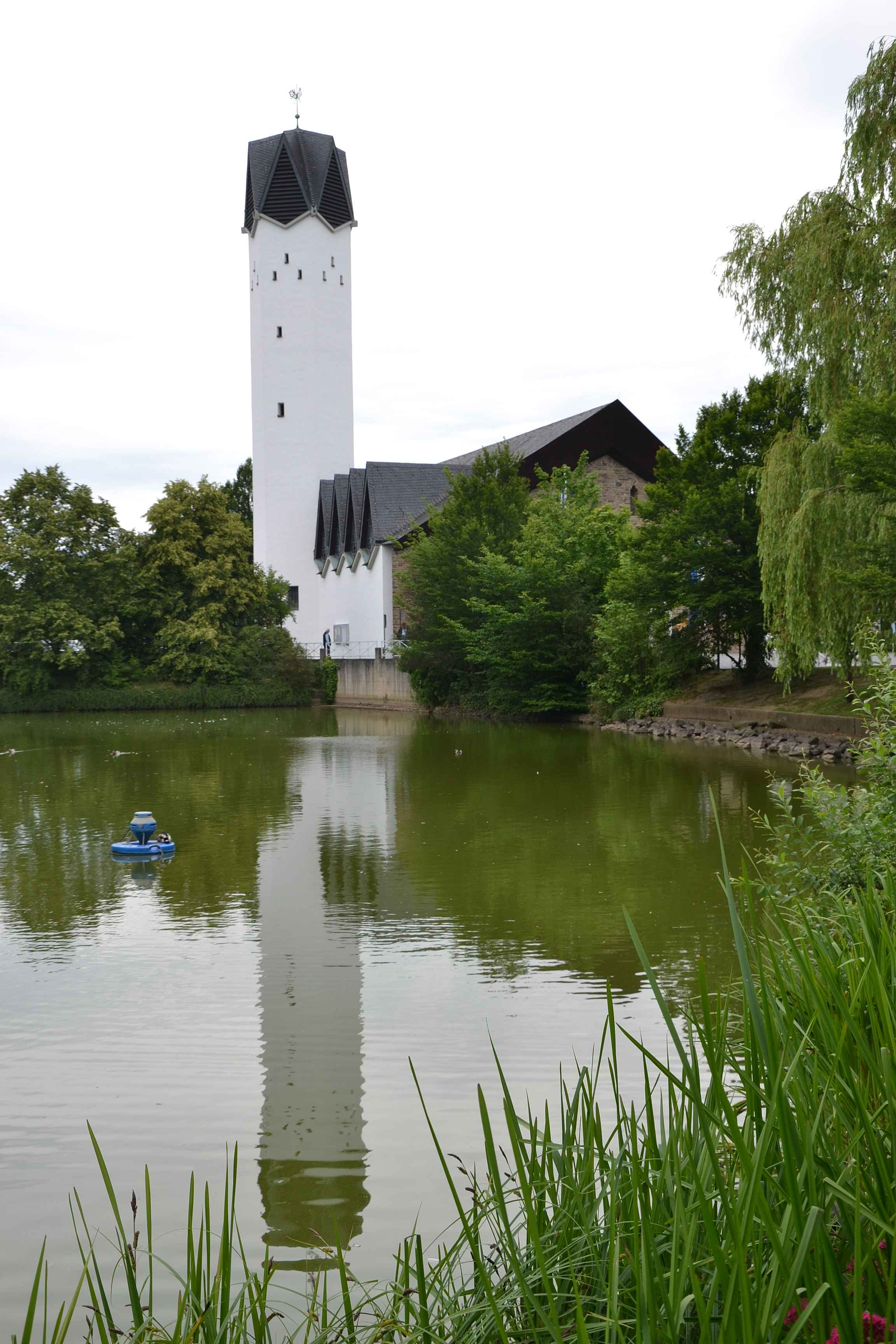
Pfarr- und Wallfahrtskirche St. Katharina

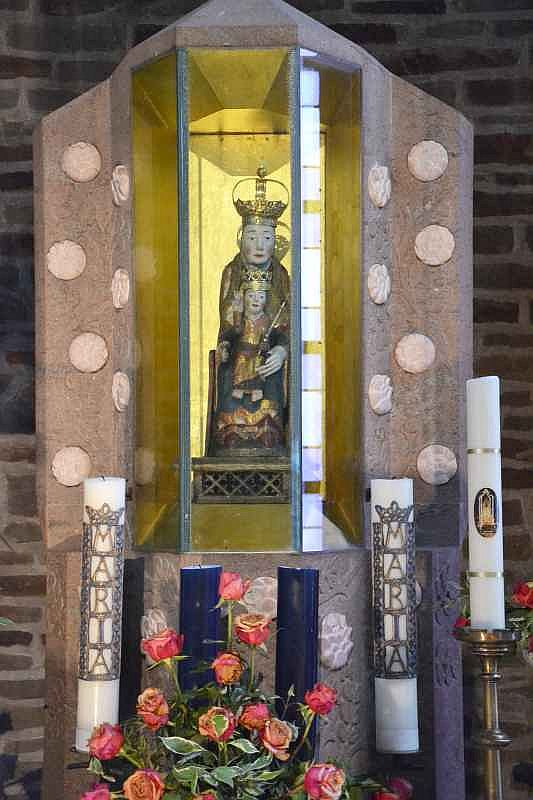
Marienstele Rosa mystica (etwa 1190 entstanden)

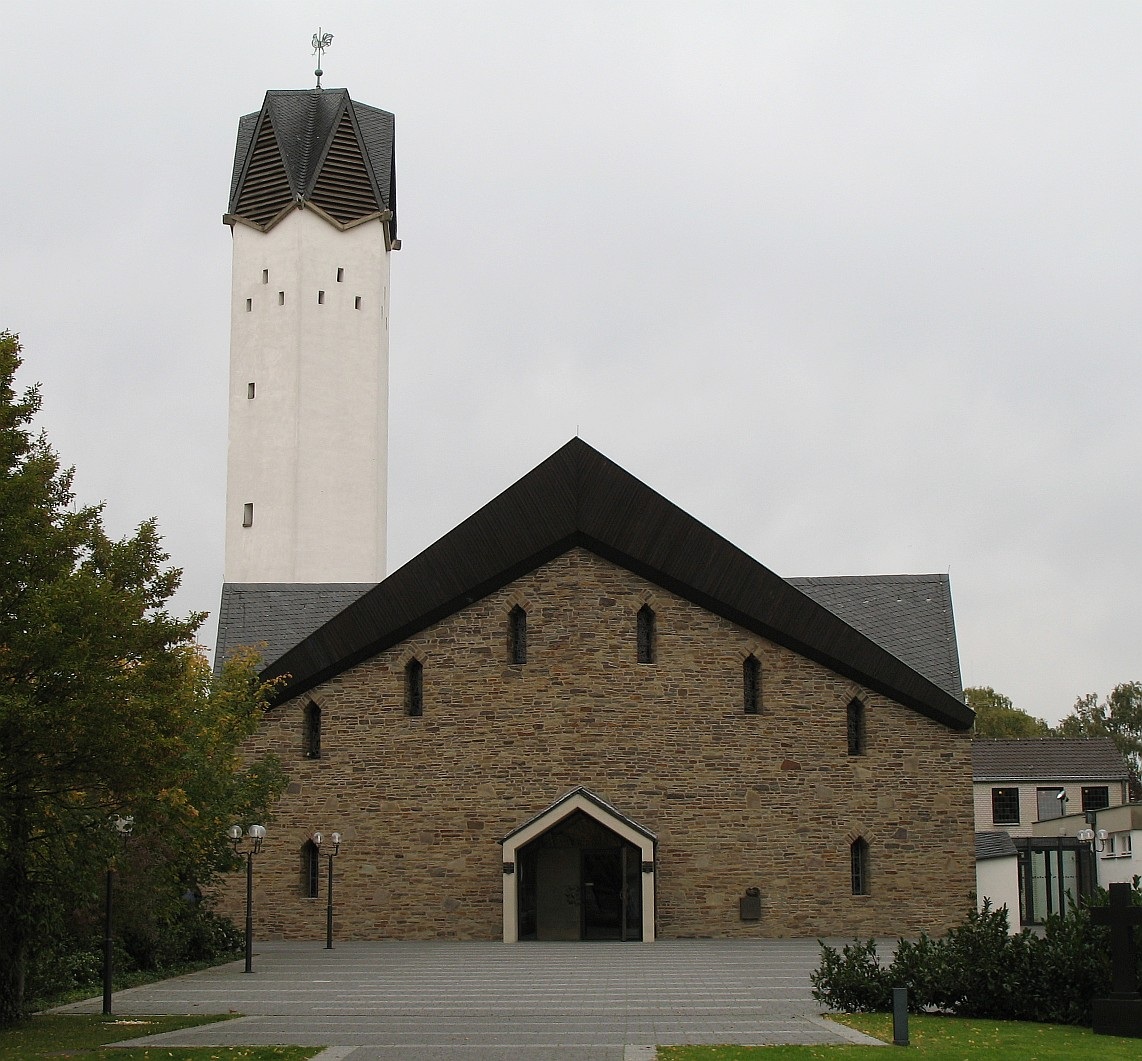
St. Katharina von Westen

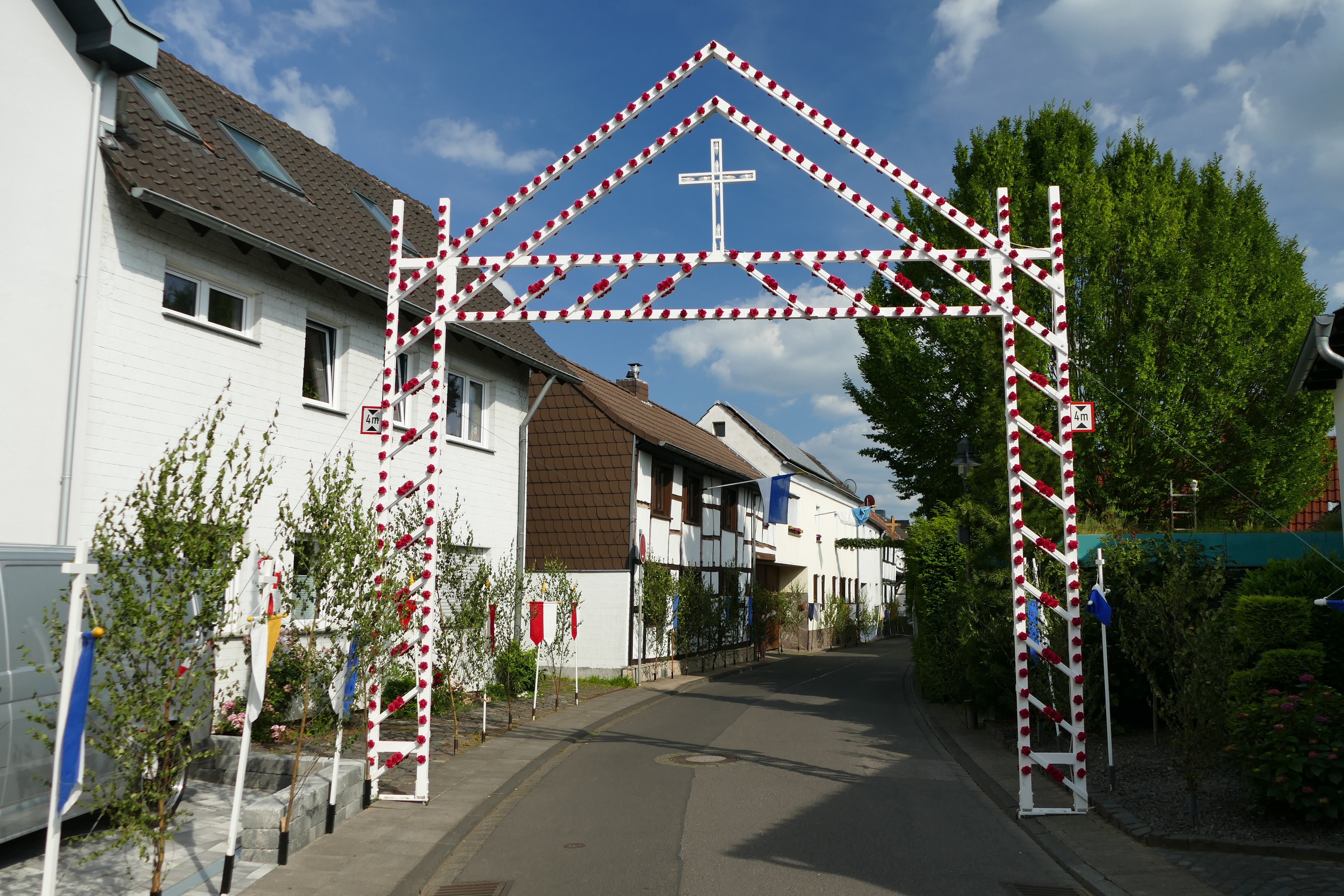
Rosenbogen in der Schmittstraße

Die römisch-katholische Pfarr- und Wallfahrtskirche St. Katharina ist ein denkmalgeschütztes Kirchengebäude in Buschhoven, einem Ort der Gemeinde Swisttal im Rhein-Sieg-Kreis (Nordrhein-Westfalen). Sie gehört zum Seelsorgebereich Swisttal im Kreisdekanat Rhein-Sieg-Kreis im Erzbistum Köln. Pfarrpatronin ist die heilige Katharina von Alexandrien.

## Geschichte und Architektur
In der Wallfahrtskirche wird das Gnadenbild der sogenannten Rosenmadonna (Rosa mystica, „geheimnisvolle Rose“, nach einer Anrufung in der Lauretanischen Litanei) verehrt. Sie ist das Ziel einer der ältesten Marienwallfahrten im Rheinland. Der Überlieferung nach wurde diese Madonna 1190 von Ritter Wilhelm II. von Schilling-Bornheim im Kottenforst gefunden. Er stiftete aus diesem Anlass das Prämonstratenserinnenkloster Schillingscapellen, unweit von Buschhoven. Das Kloster, das etwa 1450 von Augustinerchorfrauen übernommen wurde, fiel im Jahre 1803 der Säkularisation zum Opfer. Beim Abbruch der Klosterkapelle wurde das Gnadenbild geborgen und versteckt, am 22. Juni 1806 wurde es feierlich in die damalige 1723 erbaute St.-Katharina-Pfarrkirche in Buschhoven, die heutige Evangelische Versöhnungskirche, übertragen.
Hier wurde die Tradition der Wallfahrt fortgesetzt, die 1190/97 in Schillingskapellen begonnen hatte. Seit 1972 wird die Rosa Mystica in Neu-„St. Katharina (Buschhoven)“ verehrt. Die Marienstele hat der Bildhauer Karl Matthäus Winter geschaffen.
Um die Rosa Mystica rankt sich folgende Legende: Man schrieb das Jahr 1190: Ritter Wilhelm I. – genannt Schilling –, Herr zu Bornheim, ritt zur Jagd. Das Bellen der Hunde lockte Schilling zu einem blühenden Rosenbusch. Darin erblickte er das Bildnis der Mutter Gottes, stehend zwischen zwei brennenden Kerzen und daneben ein Glöcklein. Für Ritter Wilhelm war das ein Anstoß Gottes, das Bild mit nach Bornheim zu nehmen, wo er es auf den Altar seiner Burgkapelle stellte. Am nächsten Morgen war das Bildnis verschwunden. Am Erscheinungsort fand Ritter Schilling es wieder. Für ihn war dies ein Zeichen, hier eine Kapelle zu bauen – zur Ehre der Mutter Gottes. Der Standort der Kapelle wurde zu Schillingskapellen.
Zur Symbolik: Die Rose steht wegen ihrer Schönheit, ihres Duftes und ihrer Vergänglichkeit ikonographisch in der Antike für Schönheit und Liebe, aber auch für das Grab und das Elysion. Hatten die ersten Christen wegen der Zuordnung der Blumen zum römischen Götterkult zunächst eine Abneigung gegen Rosen, so interpretierten die Kirchenväter die geheimnisvolle Blume neu: Die Dornen standen für die Dornenkrone Jesu, fünf Blütenblätter für die fünf Wunden Christi. Die im Mittelalter entstehende Marienmystik übernahm diese Symbolik in ähnlicher Form. Maria wurde zur Rosa Mystica. Rote Rosen, Sinnbild für das Martyrium, stehen für die Schmerzen Mariens, weiße Rosen sind Zeichen ihrer Reinheit. Vorläufer der Kirchenglocken sind bis ins 14. Jh. Glöckchen, mit denen in Klöstern zum Gebet gerufen wurde. – Eine Kerze mit brennendem Docht steht für das Gebet. Deshalb brennen Kerzen vor Bildern der Mutter Gottes. Die Mehrfach-Symbolik in der Rosa-Mystica-Legende erklärt den Weg zum Wallfahrtsort Buschhoven (Swisttal).
Die neue Pfarr- und Wallfahrtskirche wurde 1968 unter der Leitung von Werner Fritzen (Bad Godesberg) errichtet. Die ostwärts ausgerichtete Hallenkirche hat im Chorbereich zwei Ausbuchtungen: links, nach Norden, für den Kirchturm mit der Sakramentsstele in der Sakramentskapelle im Untergeschoss; rechts, südlich und verglast, die Taufkapelle mit dem Taufbecken. Der Glockenturm über der Sakramentskapelle mit dem haubenartigen Faltdach ist weithin über der Swistbachaue sichtbar. Die Längswände des Kirchenschiffs haben rautenförmige Oberlichte.
1974 wurde das Gnadenbild in die neue Kirche übertragen. Die bisherige Pfarrkirche wurde von der Evangelischen Gemeinde erworben. Beim jährlichen Maria-Rosen-Fest am Sonntag vor dem 24. Juni (Fest des heiligen Johannes des Täufers) und in der anschließenden Wallfahrtsoktav kommen bis heute Pilger aus der näheren und weiteren Umgebung nach Buschhoven.
Jährlich wird am Sonntag vor dem Fest Johannes des Täufers (24. Juni) und in der darauffolgenden Woche das Maria-Rosen-Fest mit täglichen Gottesdiensten und Prozessionen gefeiert, zu dem auch auswärtige Pilger nach Buschhoven kommen. Im Ort werden dafür zahlreiche „Rosenbögen“ an den Prozessionswegen errichtet.

## Ausstattung

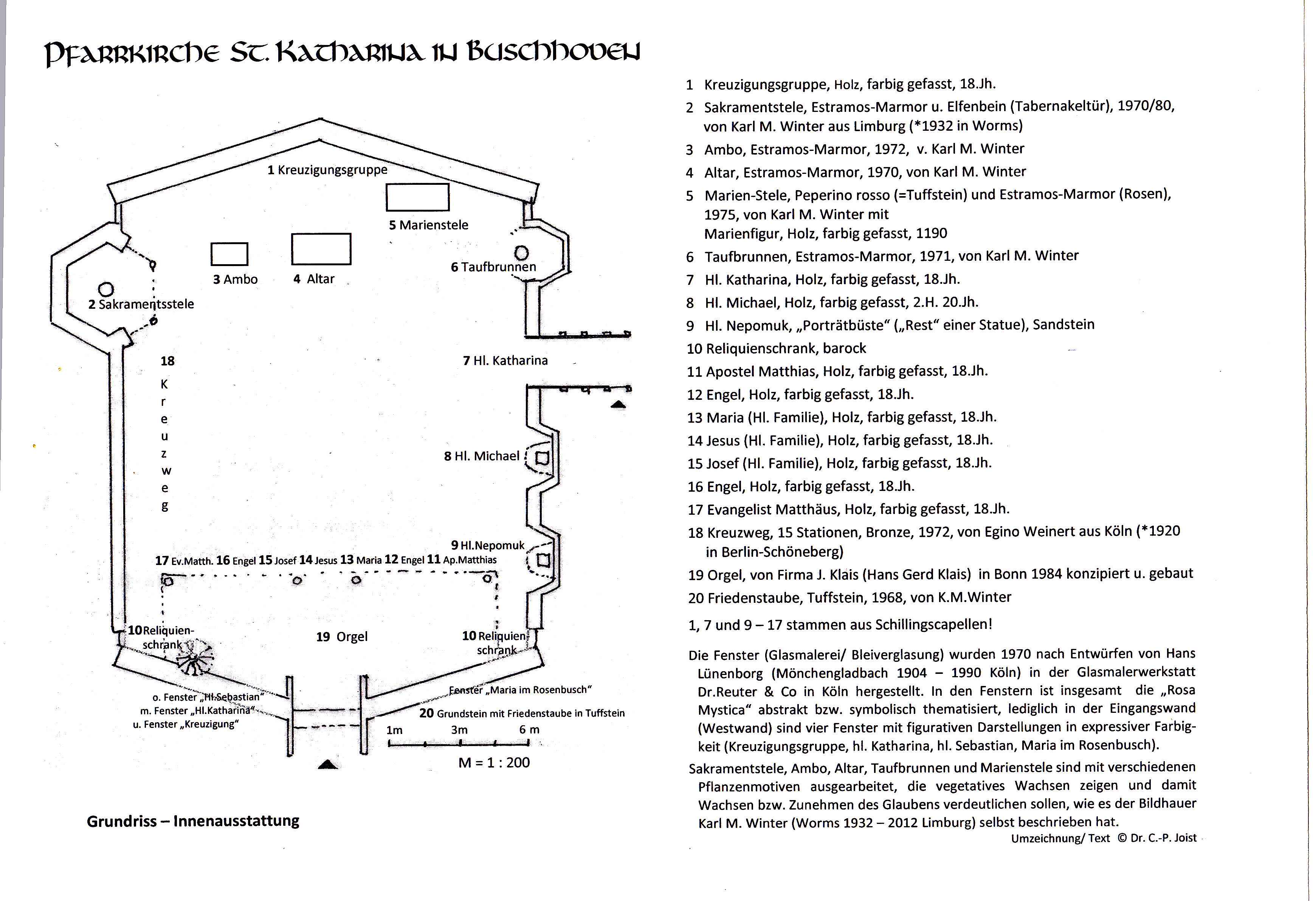

- Das Gnadenbild, eine Holzskulptur, wohl vom Ende des 12. Jahrhunderts, ist eine thronende Muttergottes in archaischen Formen mit einer gotischen Farbfassung. Die Figur steht in einer von Karl M. Winter gestalteten Marienstele im Chor der Kirche. Beidseitig der Einstellnische und darunter sind jeweils sieben „weiße“ (Rosen-)Blüten aus Estremoz-Marmor eingelegt. Insgesamt zeigt diese Marienstele die Rosenstockornamentik und nimmt somit das Thema der „Rosa mystica“ auf.
- Hinter dem Hochaltar befindet sich eine Triumphkreuzgruppe aus Holz von 1723, sie befand sich vorher außen an der alten Kirche.
- Die Prinzipalstücke schuf der Bildhauer Karl Matthäus Winter aus Limburg): aus portugiesischem Estremoz-Marmor den Altar (1970), die Sakramentsstele (1970/80), das Taufbecken (1971) und den Ambo (1972);  das „Gehäuse“ für das Gnadenbild folgte 1975 aus Peperino rosso und Estremoz-Marmor. - Karl M. Winter hat den Altar als Block aus Estremos-Marmor mit scheinbar ornamentalen Motiven ausgearbeitet, denen aufstrebende vegetative Formen in symbolischer Zahlenanordnung zugrunde liegen – drei (Dreifaltigkeit, göttlich), vier (den „ganzen“ Erdkreis betreffend) und sieben (Vollkommenheit, Vollständigkeit). Das „Blattwerk wächst abschließend zur Tischplatte zusammen, um als Opferaltar zu dienen“, wie er selbst in einem Gespräch meinte. Die Sakramentstele von 1970 enthält die gleiche Ornamentik wie der Altar, doch vereinen sich hier die vegetativen Formen in einer gemeinsamen „Krone“, wobei die Zahl Drei eine wichtige Rolle spielt, mit dem sechseckigen Grundriss (2 mal 3) beginnend. „Bei dem Ambo von 1972 sind es viele Blätter, vielleicht weil das Reich Gottes wie ein stattlicher Strauch aus dem kleinen Senfkorn der Verkündigung aufwächst!“
- Die Fenster in Glasmalerei mit Bleiverglasung wurden 1970 nach Entwürfen von Hans Lünenborg (* 1904 in Mönchengladbach; † 1990 in Köln) in der Glasmalerwerkstatt Dr.Reuter & Co in Köln hergestellt. Darin ist  die „Rosa Mystica“ symbolisch-abstrakt thematisiert, lediglich in der Eingangswand (Westwand) sind vier Bleiglasfenster mit figurativen Darstellungen in expressiver Farbigkeit (Kreuzigungsgruppe, die heilige Katharina, der heilige Sebastian, Maria im Rosenstrauch).

## Geläut
Das Geläut besteht aus vier Glocken aus Bronze im Kirchturm. Zwei stammen aus der alten Wallfahrtskirche, die beiden größeren wurden für die neue Kirche gegossen, eine davon (die „Rosenglocke“) aus einer älteren Glocke von Georg Claren (1846) umgegossen, die ursprünglich aus dem Kloster Capellen stammte.
| Nr. | Name                       | Schlagton/ Nominal | Durchmesser (mm) | Gewicht (kg) | Gussjahr | Gießer                                                                 |
| --- | -------------------------- | ------------------ | ---------------- | ------------ | -------- | ---------------------------------------------------------------------- |
| I   | Johannes der Täufer        | a ' - 6            | 930              | 500          | 1971     | Hans Georg Hermann Maria Hüesker, Fa. Petit & Gebr. Edelbrock, Gescher |
| II  | Rosa Mystica (Rosenglocke) | h ' - 5            | 823              | 350          | 1971     | Hans Georg Hermann Maria Hüesker, Fa. Petit & Gebr. Edelbrock, Gescher |
| III | Name Jesu                  | d" - 5             | 732              | 260          | 1711     | Edmund Fabri, Koblenz                                                  |
| IV  | Matthias                   | fis " - 5          | 566              | 120          | 1755     | Martinus Legros, Malmedy                                               |

Glocke I: J O H A N N – B A P T I S T – G L O C K E
JOHANNES DER TÄUFER HEISSE ICH UND BIN DIE STIMME DES RUFENDEN
IM JAHRE 1971 GEGOSSEN VON DER FA. PETIT U GEBR. EDELBROCK FÜR DIE NEUE KIRCHE IN BUSCHHOVEN – TON A GEWICHT 500
KG –
Glocke II: R O S A – M Y S T I C A – G L O C K E
R O S E N G L O C K E
EINST RIEF ICH IN CAPELLEN
1846 UMGEGOSSEN VON GEORG CLAREN IN SIEGLAR
 1971 UMGESCHMOLZEN DURCH DIE FA. PETIT U. GEBR. EDELBROCK
FÜR DIE NEUE KIRCHE IN BUSCHHOVEN LÄUTE ICH ZU EHREN DER ROSA MYSTICA. – TON H GEWICHT 350 KG –
GLOCKE III: N A M E N – J E S U – G L O C K E
IN HONOREM S S NOMINIS IESV REFVSA SVM SVMPTIBUS RDI ADVM DOMINI
ANTONII VILTZ RECTORIS ET P T CONFESSARII IN SCHILLINGSCAPELL
ANNO 1711
(dt.: Zu Ehren des heiligsten Namens Jesu bin ich umgegossen worden auf Kosten des für jetzt Ehrwürdigsten Herrn Antonius Viltz, des Rektors und derzeitigen Beichtvaters in Schillingskapellen im Jahre 1711)
Glocke IV: M A T T H I A S – G L O C K E
IN HONOREM SANCTI MATTHIÆ APOSTOLI MARTINVS LEGROS ME FECIT ANNO I 7 5 5
(dt.: Zu Ehren des heiligen Apostels Matthias schuf Martinus Legros mich im Jahr 1755)
- Glocken I-III Glockenmotiv: a-h-d-d-d  Gloria

## Pfarrarchiv
Das Pfarrarchiv  enthält eine Anzahl von wertvollen Archivalien, die Auskunft über das dörfliche Leben und politische wie kirchliche Ereignisse geben. Zum Bestand gehören: Kirchen- andere amtliche Dokumente, theologische Bücher und Messbücher, Literatur zur Region Swisttal und Region Rhein-Sieg u. a. Schulverzeichnisse, verschiedene Bilder, sakrale Gegenstände und diverse Wallfahrtsbücher. Die wohl älteste bedeutende Urkunde stammt aus dem Jahre 1197. Es handelt sich dabei um die Stiftungsurkunde für das Kloster Schillingskapellen.